# Crassula capitella
Crassula capitella (Thunb., 1778), è una pianta succulenta appartenente alla famiglia delle Crassulaceae, originaria delle aree biogeografiche delle Province del Capo e dello Stato Libero, in Sudafrica, oltre che del Lesotho.
È anche nota come Crassula capitella "Campfire", a causa dell'aspetto che assume se esposta al sole diretto.

## Descrizione

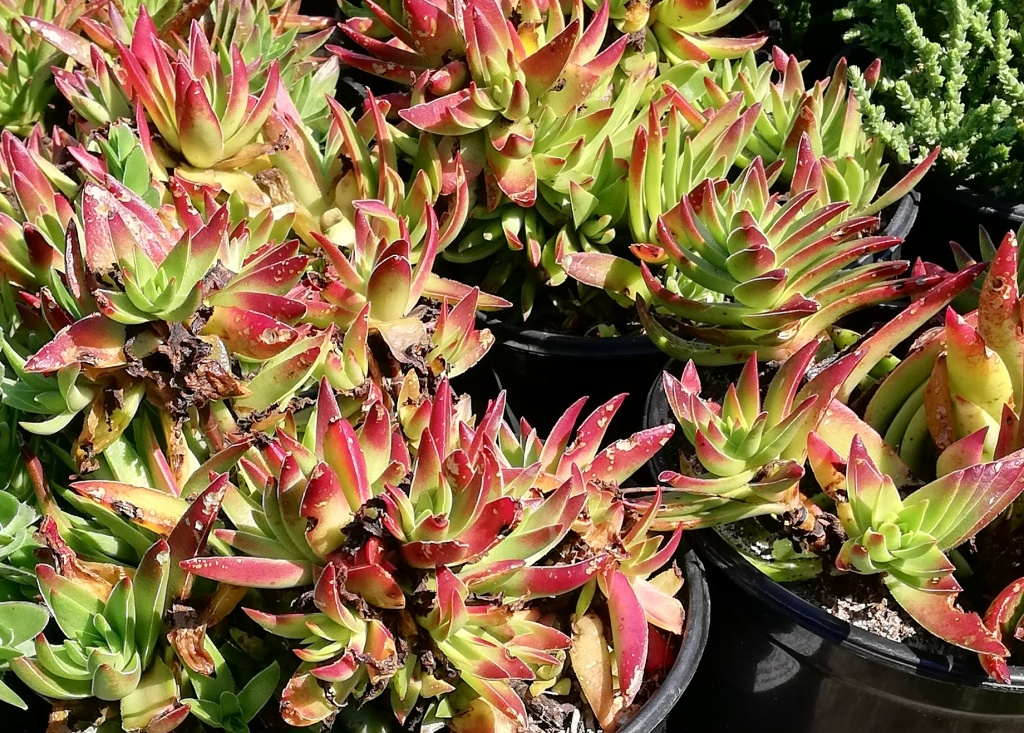
Esemplari di C. capitella

Si tratta di una specie erbacea e molto variabile che, con l'asse fiorale, può raggiungere i 40 centimetri di altezza, sviluppandosi con numerosi steli eretti. L'alta varietà fa sì che vi siano esemplari sia a comportamento perenne che biennale, oltre al fatto che non in tutti i casi si sviluppano a partire da rosette basali ma frequentemente vi saranno soltanto alcune foglie basali.
Le foglie si possono sviluppare sia a spirale che a rosette di quattro alla volta, impilate l'una sull'altra ad una distanza molto varia finché non si sviluppano le infiorescenze. Ha foglie strette e allungate, appuntite alle estremità, inizialmente di colore verde che con l'esposizione ai raggi solari tendono però ad assumere una tonalità rossastra. Le foglie sono più grandi alla base della pianta, dove possono raggiungere i 7 centimetri di lunghezza per circa 2 di larghezza, per poi rimpicciolirsi verso l'apice dove diventano le brattee dell'asse fiorale della pianta.
Le infiorescenze si sviluppano in estate dal centro delle rosette su di uno stelo lungo fino a 15 centimetri e, come altre specie del genere Crassula, i fiori di piccole dimensioni sono a forma di stella. I fiori, bisessuali, hanno sepali lunghi 1-3 millimetri, mentre i petali, generalmente di colore bianco, sono lunghi circa 4 mm. Trattandosi, nella maggior parte dei casi, di una pianta monocarpica, quando una rosetta fiorisce questa muore, concludendo il suo ciclo vitale.

## Sottospecie
Al momento sono accettate le seguenti sottospecie:
- Crassula capitella subsp. meyeri (Harv.) Toelken[4]
- Crassula capitella subsp. thyrsiflora (Thunb.) Toelken[5]

Altre sottospecie, precedentemente classificate come appartenenti a C. capitella, sono state incluse in Crassula nodulosa.
Controversa è invece la classificazione della cultivar "Campfire", in quanto presenta caratteristiche comuni ad alcune specie di Crassula, trattandosi probabilmente di un ibrido.

### Crassula capitellasubsp.meyeri
Si può trovare soprattutto nelle dune costiere della regione del KwaZulu-Natal, in Sudafrica. Non forma rosette basali e tende ad assumere alla base un aspetto legnoso, con gli steli a volte coperti da una rada peluria. Caratteristica peculiare della pianta è la disposizione degli stigmi lateralmente rispetto all'asse fiorale.
Come aspetto la si può considerare una sottospecie intermedia tra la C. capitella e la C. capitella subsp. thyrsiflora.

### Crassula capitellasubsp.thyrsiflora
La Crassula capitella subsp. thyrsiflora è la più diffusa, nativa di un ampio areale compreso tra Province del Capo, Botswana e Namibia, sia in natura che come pianta coltivata. A differenza della C. capitella è una pianta perenne a comportamento arbustivo. In genere si sviluppa da rosette basali ma può anche svilupparsi a partire da foglie basali allungate, con le estremità che puntano verso l'alto. Differisce inoltre nella disposizione e nella forma delle foglie, a "pagoda" e più allungate, dall'infiorescenza non ramificata e gli stigmi in posizione terminale rispetto all'asse fiorale. È la sottospecie con la più alta variabilità genetica, il che ne spiega le difficoltà nella classificazione.

## Coltivazione
C. capitella è una pianta a crescita veloce, quasi invasiva, che predilige una posizione in pieno sole, il che le darà la colorazione che le è valso il nome di "Campfire" e necessita di essere irrigata solo a terreno asciutto, meno frequentemente in inverno. Può resistere a brevi gelate, a patto che il terreno non sia umido, comunque non dovrebbe essere esposta a temperature inferiori a -1 °C. Può soffrire di edema del fogliame, che può essere il risultato di rapidi cambiamenti di umidità, ma come la maggior parte delle specie appartenenti al genere Crassula è una pianta molto resistente.
La moltiplicazione può avvenire sia per seme che per talea ed è consigliato un rinvaso ogni due anni, in primavera.

## Galleria d'immagini

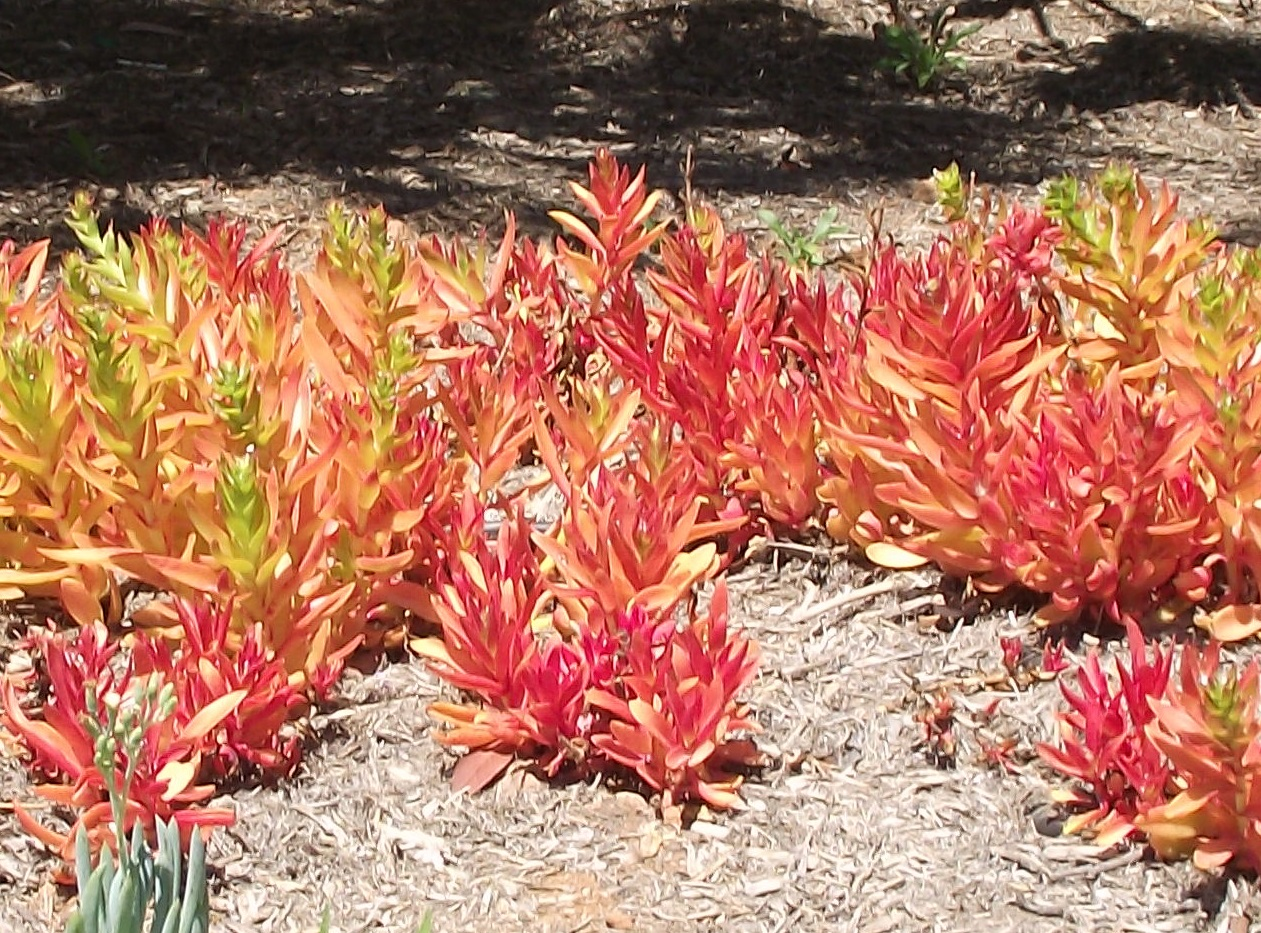
Esemplari di C. capitella nel Water Conservation Garden a El Cajon.
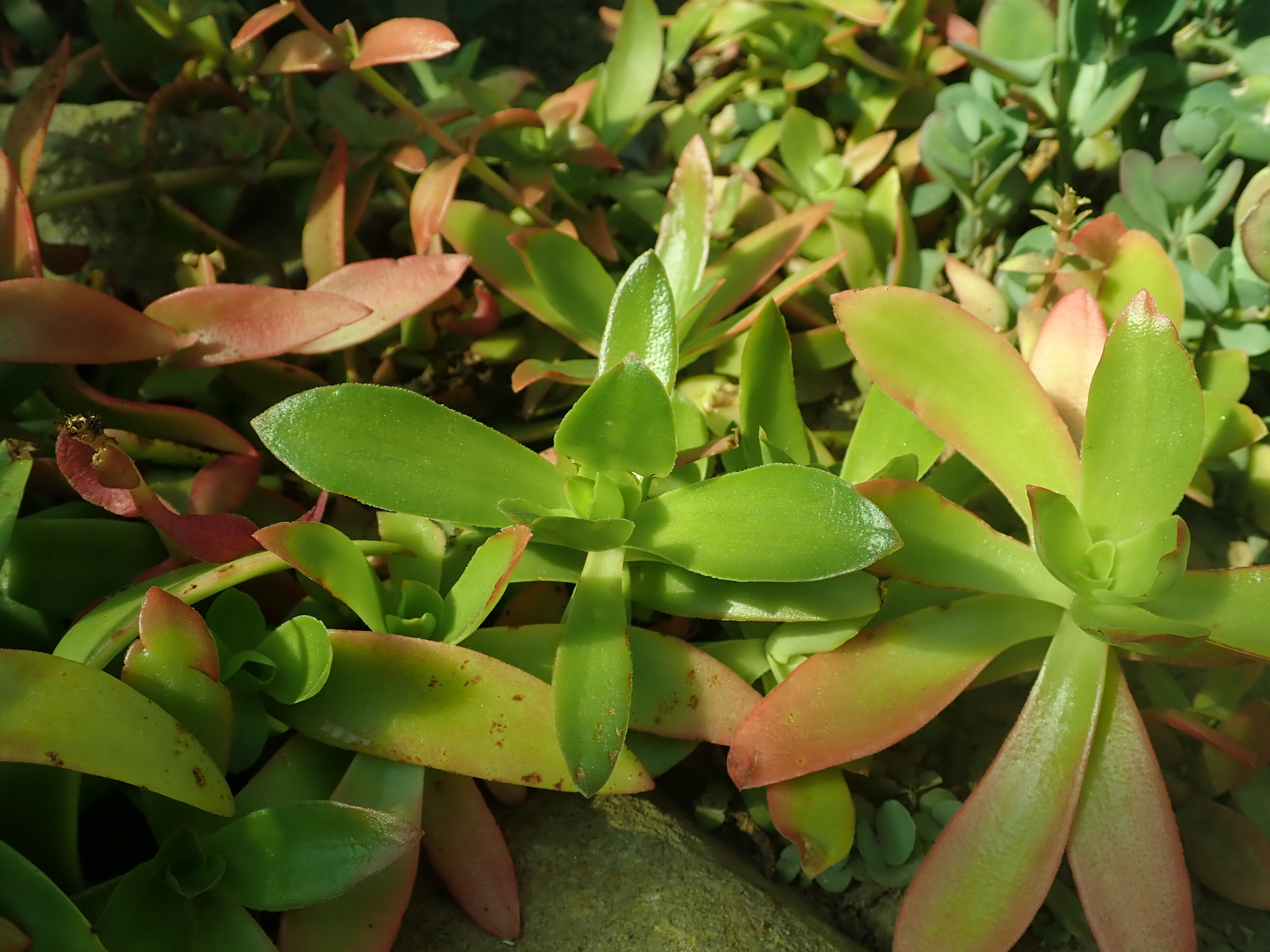
Esemplari di C. capitella subsp. meyeri all'orto botanico di Berlino.
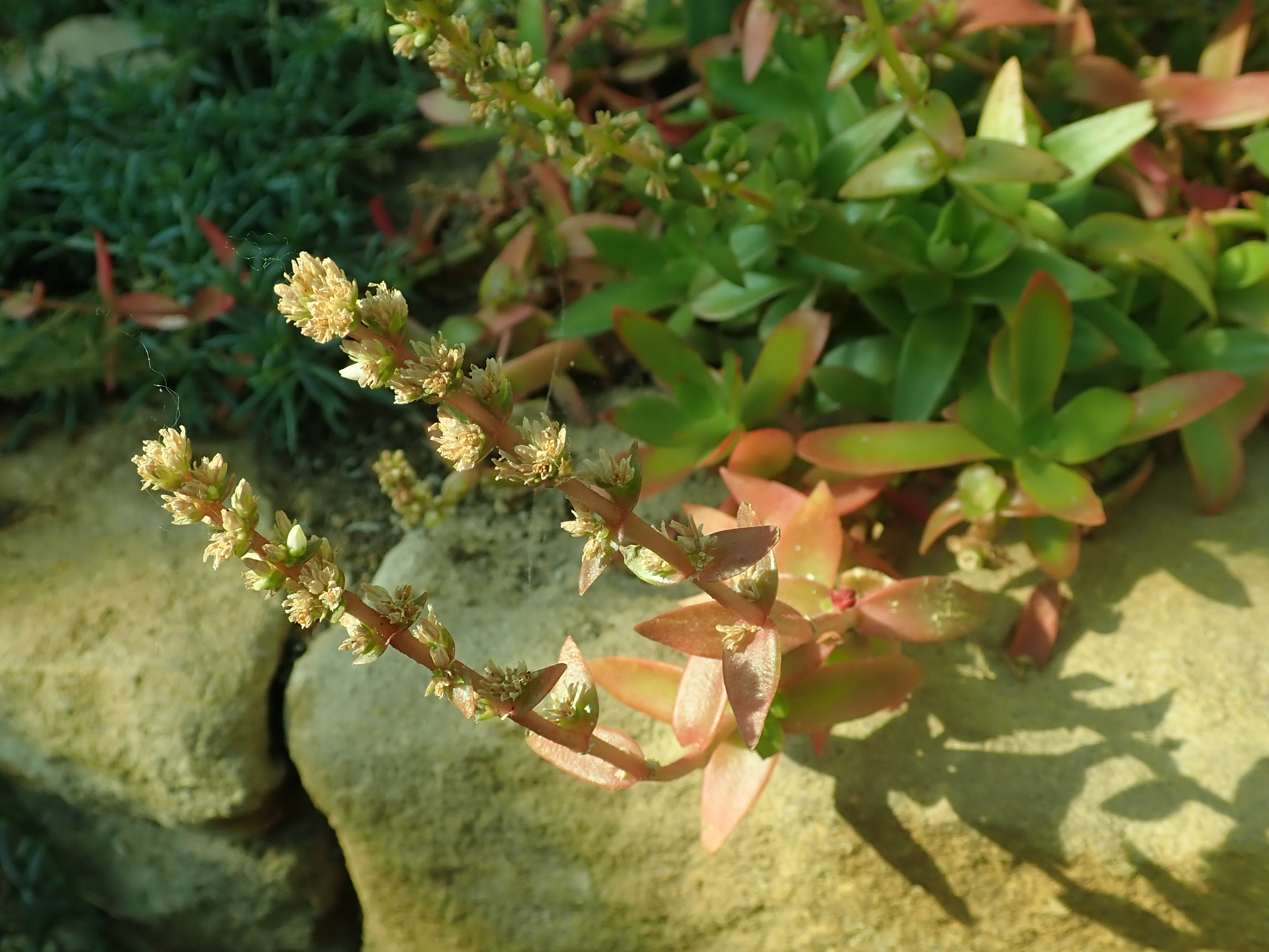
Infiorescenze di C. capitella subsp. meyeri, sempre all'orto botanico di Berlino.
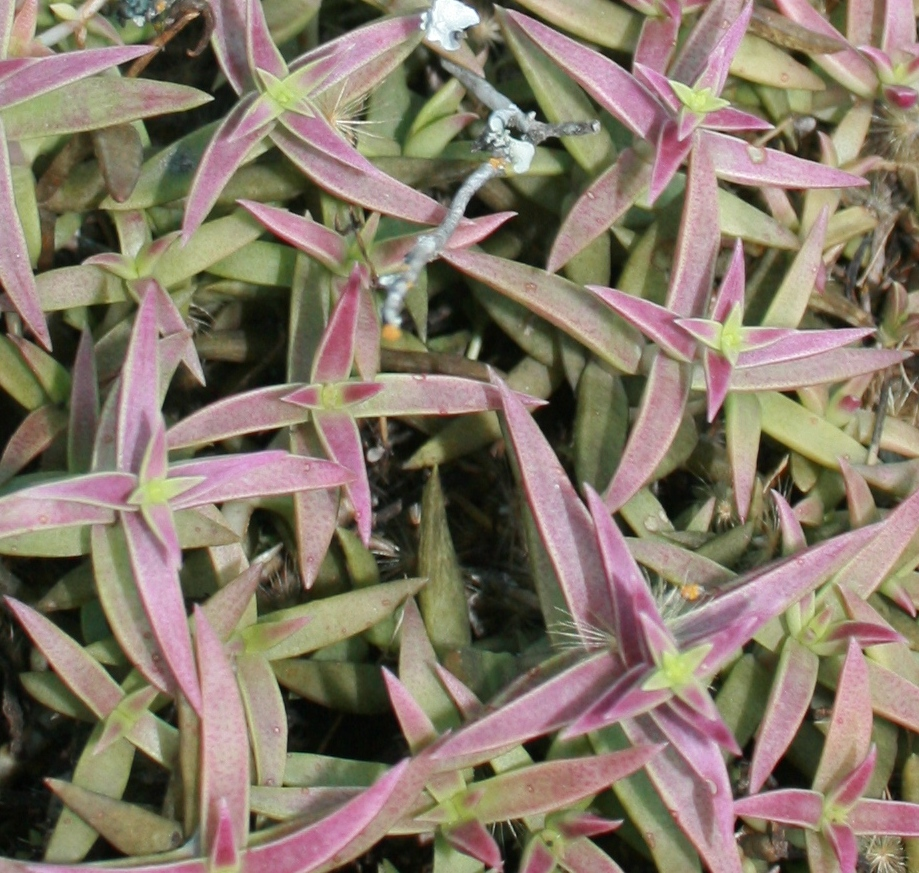
C. capitella subsp. thrysiflora
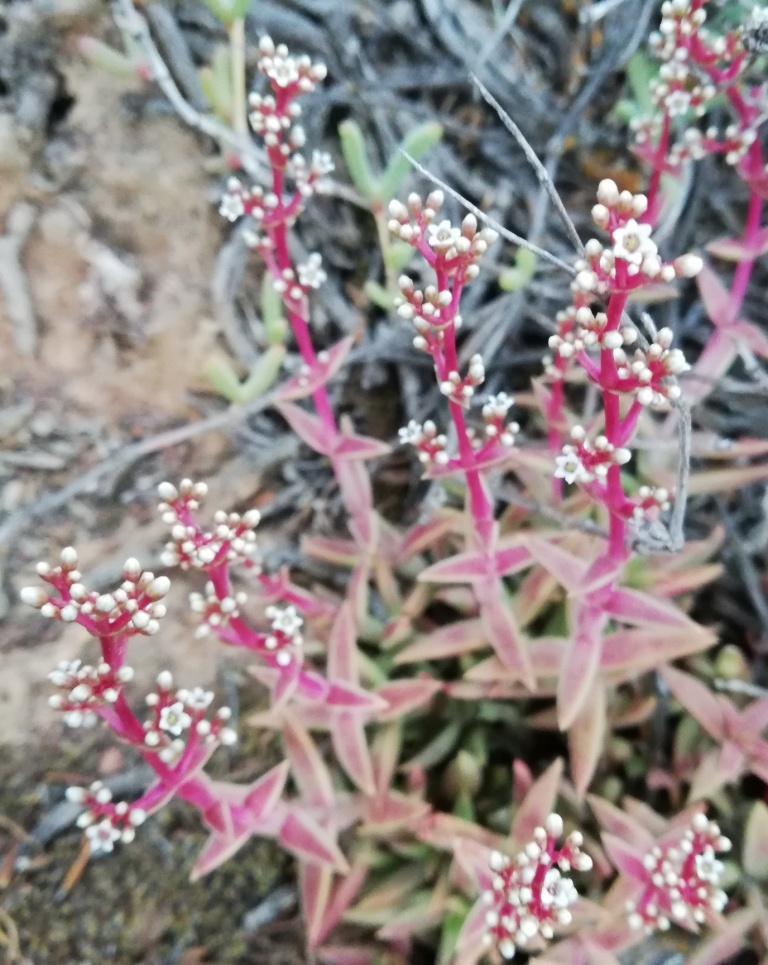
Infiorescenze di C. capitella subsp. thrysiflora
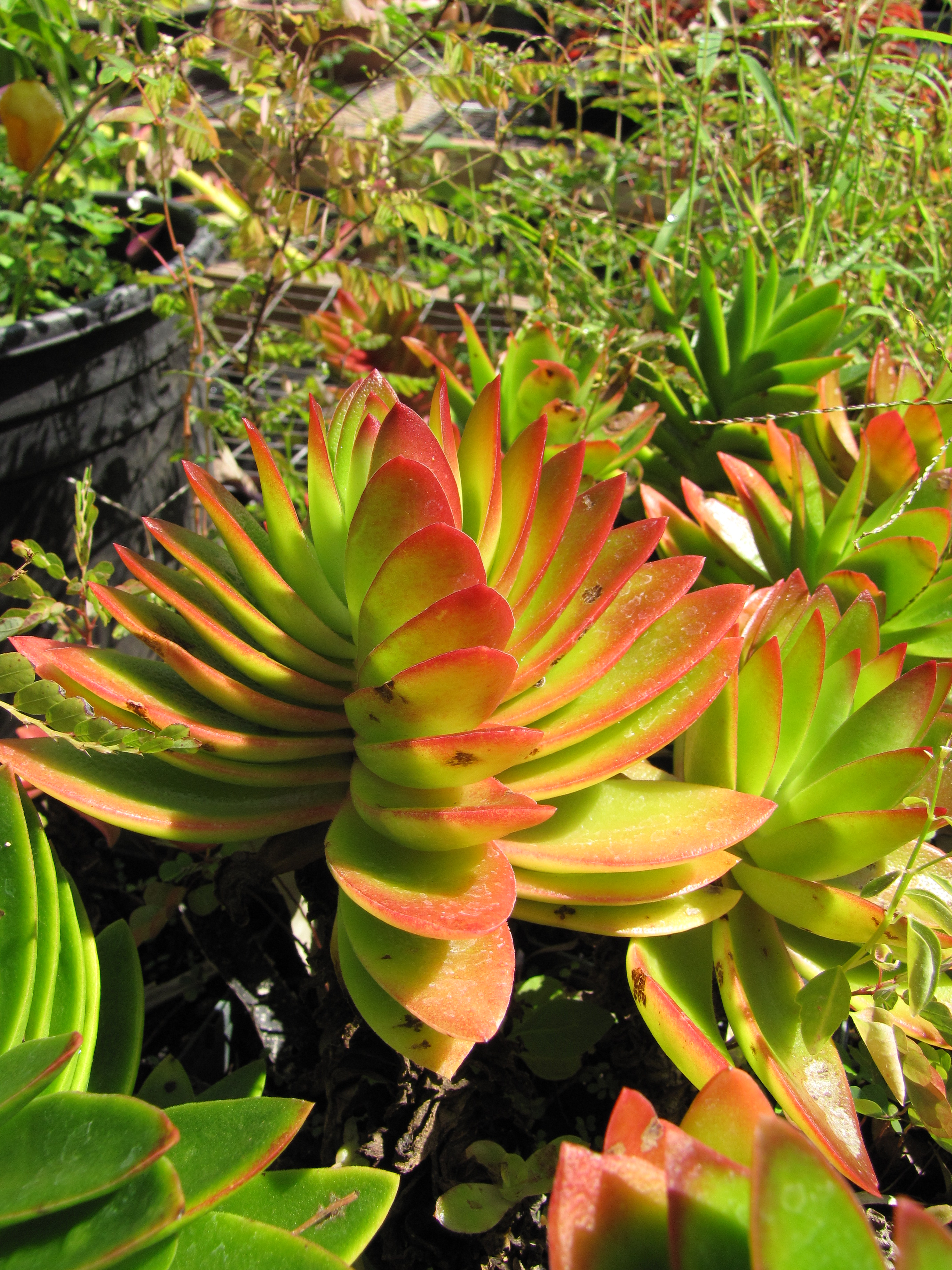
C. capitella cv "Campfire", con la caratteristica disposizione piramidale delle foglie.